# Harmonieorkest Vleuten
Harmonieorkest Vleuten, soms afgekort tot HOV, is een Nederlands harmonieorkest uit Vleuten. De vereniging heeft haar repetitieruimte in de CultuurCampus in Vleuterweide en telt meer dan 200 spelende leden verdeeld over 7 orkesten. Het is daarmee een van de grootste muziekverenigingen van het land.

## Geschiedenis

### Beginjaren-1999
Op 7 februari 1949 werd Harmonieorkest Vleuten door een aantal enthousiaste muzikanten opgericht als de ‘Christelijke Harmonie Vleuten’. Er moesten instrumenten ingekocht worden, maar het was lastig om daar ƒ2500,- voor bij elkaar te krijgen. Uiteindelijk is dit gelukt en zo kon de vereniging instrumenten overnemen van een orkest uit Honselersdijk. Anderhalf jaar later volgde op 10 november 1950 het eerste concert in een café in Vleuten en werden er steeds meer concerten verzorgd. Al snel was er veel animo en verhuisde de concertlocatie naar een omgebouwde garage aan de Schoolstraat. In 1952 werd begonnen met het inzamelen van oud papier om extra inkomsten te krijgen. Later volgde een oudpapiercontainer in het dorp, ruim veertig jaar later staat deze er nog steeds. In datzelfde jaar werd voor het eerst meegedaan aan een concours in Maarssen waar een eerste prijs werd behaald.
In 1954 werd de Boerenkapel opgericht die in 1984 van naam veranderde naar ‘Bloaskapel Vleuten’. Vanaf 1952 ging het harmonieorkest bijna elk jaar op concours en belandde in de afdeling Uitmuntendheid van de destijds KNF, mede doordat ieder lid begin jaren 60 een nieuw instrument kreeg. Ondanks de goede resultaten daalde het ledenaantal flink door verhuizingen van de repetitielocatie en een andere repetitieavond. De concerten bleven populair en naast concoursen werden ook andere kleinere optredens verzorgd, zoals de opening van een nieuwe rolschaatsbaan in 1962. Daarnaast werd een drumband opgericht, maar vanaf 1975 daalde daar het ledenaantal van. De drumband werd in 1978 opgeheven. Wel was het ledenaantal van het orkest weer toegenomen. Bij het 30-jarig bestaan van de vereniging werd er een jubileumconcert gegeven in de Willibrordkerk in Vleuten.
In 1971 werd een samenwerking opgezet met de lokale muziekschool. Leden kregen hier muziekles om zo het niveau te verhogen. Die samenwerking is er nog steeds en ook de theorielessen voor de HaFaBra-examens worden op de muziekschool gegeven. In 1985 werd de naam veranderd van ‘Christelijke Harmonie Vleuten’ naar ‘Harmonieorkest Vleuten’. Bij het 40-jarig jubileum in 1989 werd onder andere een concert gegeven met Lee Towers. In 1991 werd de eerste Promsnacht georganiseerd, hierna volgden nog tientallen andere Promsnachten en deze trekken telkens ruim duizend bezoekers. Daarnaast is er de HOV Jeugdproms waarbij de jeugdorkesten optreden. Elk jaar doen verschillende artiesten en gasten mee en is er een ander thema.

### 2000-2019
In 2001 werd Stichting Vrienden van Harmonieorkest Vleuten (VHOV) opgericht. Dit om de harmonie te voorzien van extra inkomsten. Er werd elk jaar een concert gegeven voor de vrienden en sinds 2011 wordt een Vriendenfestival gegeven waarbij vrijwel alle onderdelen van de vereniging optreden. In 2004 promoveerde het A-orkest naar de tweede divisie en in maart 2005 mocht het zich Nederlands kampioen noemen na het winnen van een topconcours in Musis Sacrum, Arnhem. Ook werden er deze jaren veel concerten verzorgd met artiesten zoals onder andere Mich Van Hautem en Gé Reinders. In 2009 bestond de vereniging 60 jaar en volgden een optreden met Ben Cramer en een concertreis naar Praag. De concertreizen vinden sindsdien elke vijf jaar plaats. Op 29 november 2014 nam het A-orkest deel aan het concours in Veldhoven en promoveerde daar naar de eerste divisie. De vereniging groeide flink en verhuisde voor het eerst in jaren, in november 2018, van Buurtcentrum De Schakel in Vleuten naar de CultuurCampus in Vleuterweide.
Het jaar 2019 stond dan ook in het teken van nieuwe orkesten. In juni 2018 werd een projectplan gepresenteerd voor de oprichting van het G-orkest. Dit gebeurde in samenwerking met onder andere de Jostiband, want het orkest is bedoeld voor mensen met een verstandelijke beperking. In oktober 2019 volgde de eerste repetitie. Ook werd het Overdagorkest opgericht, een orkest voor ouderen en mensen die overdag kunnen repeteren. Hiervan volgde de eerste repetitie in september 2019. Met deze twee nieuwe orkesten is Harmonieorkest Vleuten een van de grootste muziekverenigingen en toegankelijk voor een brede groep.

### 2020-heden
Tijdens de coronapandemie was het voor de vereniging, net als bij alle andere muziekverenigingen, niet meer mogelijk om samen te repeteren en concerten te geven met live-publiek. Daarom werden er online activiteiten georganiseerd en volgde het eerste optreden van het G-orkest online. Daarnaast werd er een drive-in-concert gegeven door het D-orkest.
Op 12 november 2021 konden weer concerten met publiek gegeven worden en HOV-B trapte af met het eerste concert na de lockdown. HOV-A volgde een dag later met een dubbelconcert met de Koninklijke Harmonie Pieter Aafjes. Op 12 november 2022 ging het B-orkest voor het eerst op concertconcours in Enschede en werd daarbij geplaatst in de derde divisie. Op 8 juni 2024 werd een galajubileumconcert gegeven in TivoliVredenburg in Utrecht, gepresenteerd door Ab Nieuwdorp, ter gelegenheid van het 75-jarig jubileum van de vereniging. Tijdens dit concert met het Toonkunstkoor Utrecht werd ook de wereldpremière gegeven van een speciaal voor de muziekvereniging gecomponeerde symfonie. De symfonie heeft de naam ‘Symphony No. 1 ‘To Wonder and Excitement’’ en is gecomponeerd door componist Dennis Hazenoot.

## Orkesten en ensembles
Harmonieorkest Vleuten bestaat uit 7 vaste orkesten en 3 ensembles waarin in totaal ruim 200 leden spelen.

### Orkesten
Harmonieorkest Vleuten beschikt over 6 harmonieorkesten en een orkest voor mensen met een beperking. Er is doorstroom mogelijk van HOV-E naar uiteindelijk HOV-A:
| Orkest   | Opgericht | Opmerkingen |
| -------- | --------- | --- |
| A-orkest | 1949      | HOV-A komt sinds 2014 uit in de eerste divisie.                                                                                        |
| B-orkest | ?         | HOV-B komt sinds 2022 uit in de derde divisie.                                                                                         |
| C-orkest | ?         | HOV-C is een jeugdorkest met het HaFaBra A-diploma.                                                                                    |
| D-orkest | 2012      | HOV-D is een jeugdorkest met leerlingen die ongeveer een jaar muziekles volgen.                                                        |
| E-orkest | 2014      | HOV-E is een jeugdorkest met leerlingen die net zijn begonnen met het bespelen van een instrument of instromen na Muziek is de Basis!. |
| G-orkest | 2019      | HOV-G (HOV-Gaio) is een orkest voor mensen met een beperking.                                                                          |
| O-orkest | 2019      | HOV-O (Overdagorkest) is een orkest voor ouderen die niet (meer) op hoog niveau willen of kunnen spelen.                               |

### Ensembles
Naast de orkesten heeft Harmonieorkest Vleuten ook enkele muziekensembles binnen de vereniging:
- Bloaskapel Vleuten is de blaaskapel van de vereniging en treedt op bij feestelijke gelegenheden als het Oktoberfest in Vleuten, Koningsdag en Sinterklaas.[32]
- Saxofoonkwartet Hova Zembla is sinds 2014 het saxofoonkwartet van de vereniging. Er wordt opgetreden bij speciale gelegenheden.[33]
- Klarinettenensemble Brandhout is een ensemble dat af en toe optreedt, bijvoorbeeld tijdens het Vriendenfestival.[34]

## Muziek is de Basis!
In 2012 is Harmonieorkest Vleuten gestart met het project ‘Muziek is de Basis!’. Het doel is om kinderen op de basisschool in aanraking te laten komen met muziek. Hiervoor worden zes algemene muzieklessen in de klas gegeven, hierna kunnen kinderen zelf kiezen of ze doorgaan met het spelen van een instrument en volgt een concert in een grote bioscoopzaal met de hele klas. In 2024 deden hier 285 leerlingen aan mee van vijf basisscholen in de omgeving van Vleuten. Het project is onderdeel van het programma ‘Kinderen maken Muziek’ van het Oranjefonds en werd geopend door destijds prinses Máxima. In 2012 werd speciaal voor de leerlingen die doorgingen na het concert HOV-D opgericht, inmiddels is dit HOV-E en wordt het project elk jaar uitgevoerd.

## Overige projecten
Harmonieorkest Vleuten heeft naast Muziek is de Basis! nog enkele andere projecten:
- Sinds 2017 organiseert de vereniging elke twee jaar het Utrecht Blaast! Jeugdorkestenfestival. Dit is een muziekfestival voor jeugdorkesten uit de omgeving van Utrecht.[40]
- Sinds 2022 heeft Harmonieorkest Vleuten elke zomer een achtste orkest: HOV-Z. Dit Zomerorkest Vleuten is er om zo ook door te kunnen repeteren als de repetities stilliggen vanwege de zomervakantie. Hier kunnen zowel leden als niet-leden aan meedoen.[41]
- Eind september 2024 was er nog een extra orkest, namelijk HOV-S. Dit orkest bestond uit 75 saxofoons en was eenmalig ter gelegenheid van het 75-jarig bestaan.[42]
- Na HOV-S ontstond in 2025 het tijdelijke HOV-H, bestaande uit hoorns.[43]

## Concertreizen
Sinds 2009 organiseert Harmonieorkest Vleuten elke vijf jaar een concertreis. Deze gingen naar:
| Jaar | Orkest | Land       | Stad       | Opmerkingen                                                                     |
| ---- | ------ | ---------- | ---------- | ------------------------------------------------------------------------------- |
| 2009 | HOV-A  | Tsjechië   | Praag      | [ 7 ]                                                                           |
| 2014 | HOV-A  | Duitsland  | Berlijn    | [ 44 ]                                                                          |
| 2019 | HOV-A  | Oostenrijk | Schladming | Deelname aan het Mid Europe Festival.                                           |
| 2024 | HOV-B  | Tsjechië   | Praag      | Ter gelegenheid van het 75-jarig bestaan.                                       |
| 2025 | HOV-A  | Spanje     | Valencia   | Deelname aan het Certamen Internacional de Bandas de Música Ciudad de Valencia. |

## Prijzen
Harmonieorkest heeft in de loop der jaren meerdere prijzen gewonnen. Onderstaand enkele van deze prijzen:

### Concoursen A-orkest
De vereniging doet regelmatig mee met concoursen en haalt daarbij goede resultaten. Enkele resultaten van het A-orkest:
- Maarssen 1952, eerste concours en een eerste prijs.[7]
- Zaandam 2000, een eerste prijs.[7]
- Veldhoven 2014, 87,5 punten en een eerste prijs met promotie naar de eerste divisie.[18]
- Zutphen 2018, 88,5 punten en de eerste prijs.[51]
- Zutphen 2023, 91,42 punten en een eerste prijs met lof.[52][53]

### (Jeugd)festivals
De jeugdorkesten van de vereniging nemen regelmatig deel aan muziekfestivals. Enkele resultaten:
- Ammerzoden 2016, het B-orkest haalt 87,75 punten en een eerste prijs.[2]
- Ammerzoden 2018, het C-orkest haalt 91,0 punten en een eerste prijs met lof.[54]
- Vleuterweide 2023, het D-orkest wint de eerste prijs op het eigen jeugdfestival.[55]

### Overig
- Winnaar eerste Utrechtse Toegankelijkheidsprijs 2015.[56][57]
- Provinciewinnaar vereniging van het jaar 2018.[58][59]